# Primera División 2005 (Cile)
L'edizione 2005 della Primera División è stata l'75ª edizione del massimo torneo calcistico cileno. Si è svolto nell'arco dell'intero anno solare con la formula dei tornei di Apertura e Clausura, vinti rispettivamente dall'Unión Española (7º titolo) in Apertura e Universidad Católica (9º titolo) in Clausura.

## Squadre partecipanti
| Club                 | Città                   | Stadio                             |
| -------------------- | ----------------------- | ---------------------------------- |
| Audax Italiano       | La Florida, Santiago    | Estadio Bicentenario de La Florida |
| Cobreloa             | Calama                  | Estadio Municipal de Calama        |
| Cobresal             | El Salvador             | Estadio El Cobre                   |
| Colo-Colo            | Macul, Santiago         | Estadio Monumental David Arellano  |
| Coquimbo Unido       | Coquimbo                | Estadio Francisco Sánchez Rumoroso |
| Dep. Concepción      | Concepción              | Estadio Municipal de Concepción    |
| Dep. La Serena       | La Serena               | Estadio La Portada                 |
| Dep. Melipilla       | Melipilla               | Estadio Roberto Bravo Santibañez   |
| Dep. Puerto Montt    | Puerto Montt            | Estadio Regional de Chinquihue     |
| Deportes Temuco      | Temuco                  | Estadio Germán Becker              |
| Everton              | Viña del Mar            | Estadio Sausalito                  |
| Huachipato           | Talcahuano              | Estadio CAP                        |
| Palestino            | La Cisterna, Santiago   | Estadio Municipal de La Cisterna   |
| Rangers de Talca     | Talca                   | Estadio Fiscal de Talca            |
| Santiago Wanderers   | Valparaíso              | Estadio Regional Chiledeportes     |
| Unión Española       | Independencia, Santiago | Estadio Santa Laura                |
| Unión San Felipe     | San Felipe              | Estadio Municipal de San Felipe    |
| Universidad Católica | Las Condes, Santiago    | Estadio San Carlos de Apoquindo    |
| Universidad de Chile | Ñuñoa, Santiago         | Estadio Nacional                   |
| Univ. de Concepción  | Concepción              | Estadio Municipal de Concepción    |

## Torneo Apertura
Il torneo di Apertura 2005 è iniziato il 21 gennaio 2005 e si è concluso il 9 luglio con la vittoria dell'Unión Española.

### Classifica finale

#### Grupo A
| Pos. | Squadra            | Pt | G  | V  | N | P  | GF | GS | DR  |
| ---- | ------------------ | -- | -- | -- | - | -- | -- | -- | --- |
| 1    | Colo-Colo          | 32 | 19 | 9  | 5 | 5  | 34 | 24 | +10 |
| 2    | Huachipato         | 31 | 19 | 10 | 1 | 8  | 31 | 28 | +3  |
| 3    | Unión San Felipe   | 18 | 19 | 5  | 3 | 11 | 16 | 26 | -10 |
| 4    | Deportes Melipilla | 17 | 19 | 4  | 5 | 10 | 14 | 30 | -16 |
| 5    | Audax Italiano     | 16 | 19 | 3  | 7 | 9  | 22 | 32 | -10 |

#### Grupo B
| Pos. | Squadra               | Pt | G  | V  | N | P  | GF | GS | DR |
| ---- | --------------------- | -- | -- | -- | - | -- | -- | -- | -- |
| 1    | Cobreloa              | 33 | 19 | 10 | 3 | 6  | 35 | 29 | +6 |
| 2    | Coquimbo Unido        | 29 | 19 | 9  | 2 | 8  | 27 | 29 | -2 |
| 3    | Deportes La Serena    | 26 | 19 | 7  | 5 | 7  | 28 | 35 | -7 |
| 4    | Santiago Wanderers    | 23 | 19 | 7  | 2 | 10 | 28 | 30 | -2 |
| 5    | Deportes Puerto Montt | 18 | 19 | 5  | 3 | 11 | 30 | 36 | -6 |

#### Grupo C
| Pos. | Squadra                   | Pt | G  | V | N | P  | GF | GS | DR |
| ---- | ------------------------- | -- | -- | - | - | -- | -- | -- | -- |
| 1    | Unión Española            | 26 | 19 | 7 | 5 | 7  | 32 | 31 | +1 |
| 2    | Deportes Concepción       | 25 | 19 | 6 | 7 | 6  | 20 | 21 | -1 |
| 3    | Universidad de Concepción | 22 | 19 | 6 | 4 | 9  | 23 | 31 | -8 |
| 4    | Palestino                 | 21 | 19 | 6 | 3 | 10 | 21 | 28 | -7 |
| 5    | Deportes Temuco           | 17 | 19 | 3 | 8 | 8  | 24 | 31 | -7 |

#### Grupo D
| Pos. | Squadra              | Pt | G  | V  | N | P | GF | GS | DR  |
| ---- | -------------------- | -- | -- | -- | - | - | -- | -- | --- |
| 1    | Universidad Católica | 44 | 19 | 14 | 2 | 3 | 39 | 13 | +26 |
| 2    | Universidad de Chile | 39 | 19 | 12 | 3 | 4 | 36 | 19 | +17 |
| 3    | Cobresal             | 32 | 19 | 9  | 5 | 5 | 32 | 25 | +7  |
| 4    | Everton              | 30 | 19 | 8  | 6 | 5 | 32 | 27 | +5  |
| 5    | Rangers              | 28 | 19 | 7  | 7 | 5 | 24 | 23 | +1  |

## Ripescaggio
| Squadra locale      | Squadra ospite | globale |
| ------------------- | -------------- | ------- |
| Coquimbo Unido      | Everton        | 2 - 1   |
| Deportes Concepción | Cobresal       | 4 - 3   |

## Fase a eliminazione diretta (Quarti di Finale)
Essi sono stati giocati tra il 11 e 19 giugno del 2005. Le squadre nella tabella sono indicati in base al fattore campo nella gara di andata. In   squadre 'audaci' qualificato per i quarti di finale. Coquimbo Unido e Deportes Concepción qualificati per quarti di finale in Ripescaggio. Non avevano obiettivi di business. Se entrambe le squadre vincono una partita golden gol è definito e se l'uguaglianza persiste definito da criminale
| Squadra locale            | Squadra ospite            | Ida   | Indietro | globale               |
| ------------------------- | ------------------------- | ----- | -------- | --------------------- |
| Deportes Concepción (11°) | Universidad Católica (1º) | 1 - 2 | 1 - 4    | 2 - 6                 |
| Unión Española (9º)       | Universidad de Chile (2º) | 1 - 2 | 1 - 0    | 2 - 2 3 - 2 (Penales) |
| Coquimbo Unido (8º)       | Cobreloa (3º)             | 1 - 0 | 1 - 1    | 2 - 1                 |
| Huachipato (6º)           | Colo-Colo (4°)            | 4 - 0 | 1 - 0    | 5 - 0                 |

## Semifinale
Essi sono stati giocati tra il 22 e 26 giugno del 2005. Le squadre nella tabella sono indicati in base al fattore campo nella gara di andata. In  'grassetto'  squadre si sono qualificate per la finale.
| Squadra locale      | Squadra ospite            | Ida   | Indietro | globale           |
| ------------------- | ------------------------- | ----- | -------- | ----------------- |
| Unión Española (9º) | Universidad Católica (1º) | 0 - 0 | 1 - 1    | 1 - 1 10-9 (pen.) |
| Coquimbo Unido (8º) | Huachipato (6º)           | 4 - 1 | 1 - 1    | 5 - 2             |

## Finale
| Squadra locale      | Squadra ospite      | Ida   | Indietro | globale |
| ------------------- | ------------------- | ----- | -------- | ------- |
| Unión Española (9º) | Coquimbo Unido (8º) | 1 - 0 | 3 - 2    | 4 - 2   |

### Classifica marcatori
Fonte: 
| Gol |  |  | Giocatore             | Squadra              |
| --- |  |  | --------------------- | -------------------- |
| 13  |  |  | Joel Estay            | Everton              |
| 13  |  |  | Héctor Mancilla       | Huachipato           |
| 13  |  |  | Álvaro Sarabia        | Dep. Puerto Montt    |
| 12  |  |  | José Luis Villanueva  | Universidad Católica |
| 11  |  |  | Marcelo Corrales      | Coquimbo Unido       |
| 10  |  |  | Manuel Neira          | Unión Española       |
| 10  |  |  | Marco Olea            | Universidad de Chile |
| 9   |  |  | Héctor Tapia          | Colo-Colo            |
| 9   |  |  | José Luis Jerez       | Unión Española       |
| 8   |  |  | Alex Comas            | Dep. La Serena       |
| 8   |  |  | Rodrigo Millar        | Huachipato           |
| 8   |  |  | César Díaz            | Santiago Wanderers   |
| 8   |  |  | Sergio Gioino         | Universidad de Chile |
| 7   |  |  | José Luis Díaz        | Cobreloa             |
| 7   |  |  | Javier Cámpora        | Dep. Concepción      |
| 7   |  |  | Cristian Montecinos   | Dep. Concepción      |
| 7   |  |  | Renato Ramos          | Everton              |
| 7   |  |  | Patricio Neira        | Dep. Puerto Montt    |
| 7   |  |  | Cristián Álvarez      | Universidad Católica |
| 6   |  |  | Humberto Suazo        | Audax Italiano       |
| 6   |  |  | Rodrigo Lemos         | Audax Italiano       |
| 6   |  |  | Arturo Norambuena     | Cobreloa             |
| 6   |  |  | Juan Quiroga          | Cobresal             |
| 6   |  |  | Lucas Barrios         | Deportes Temuco      |
| 6   |  |  | Patricio Lira         | Deportes Temuco      |
| 6   |  |  | Leonardo Monje        | Palestino            |
| 6   |  |  | Óscar Ibarra          | Rangers de Talca     |
| 6   |  |  | Paulo Pérez           | Santiago Wanderers   |
| 6   |  |  | Darío Conca           | Universidad Católica |
| 6   |  |  | Eduardo Rubio         | Universidad Católica |
| 6   |  |  | Hugo Droguett         | Univ. de Concepción  |
| 5   |  |  | Daniel Pérez          | Cobreloa             |
| 5   |  |  | Diego Ruiz            | Cobresal             |
| 5   |  |  | Renzo Yáñez           | Cobresal             |
| 5   |  |  | Germán Real           | Colo-Colo            |
| 5   |  |  | Mario Aravena         | Coquimbo Unido       |
| 5   |  |  | Pedro González        | Coquimbo Unido       |
| 5   |  |  | Miguel Ángel Castillo | Dep. La Serena       |
| 5   |  |  | Rodrigo Barrera       | Dep. Melipilla       |
| 5   |  |  | José Luis Sierra      | Unión Española       |
| 5   |  |  | Cristián Canío        | Universidad de Chile |

## Torneo Clausura
Il torneo di Clausura 2005 è iniziato il 15 luglio 2005 ed è terminato il 22 dicembre con la vittoria del Universidad Católica.

### Classifica finale

#### Grupo A
| Pos. | Squadra               | Pt | G  | V  | N | P  | GF | GS | DR  |
| ---- | --------------------- | -- | -- | -- | - | -- | -- | -- | --- |
| 1    | Universidad Católica  | 49 | 19 | 15 | 4 | 0  | 33 | 3  | +30 |
| 2    | Huachipato            | 34 | 19 | 10 | 4 | 5  | 31 | 20 | +11 |
| 3    | Deportes Concepción   | 33 | 19 | 9  | 6 | 4  | 28 | 24 | +4  |
| 4    | Unión San Felipe      | 23 | 19 | 6  | 5 | 8  | 24 | 33 | -9  |
| 5    | Deportes Puerto Montt | 18 | 19 | 5  | 3 | 11 | 17 | 31 | -14 |

#### Grupo B
| Pos. | Squadra              | Pt | G  | V  | N | P  | GF | GS | DR  |
| ---- | -------------------- | -- | -- | -- | - | -- | -- | -- | --- |
| 1    | Universidad de Chile | 38 | 19 | 11 | 5 | 3  | 34 | 24 | +10 |
| 2    | Deportes La Serena   | 24 | 19 | 6  | 6 | 7  | 24 | 24 | 0   |
| 3    | Everton              | 23 | 19 | 5  | 8 | 6  | 23 | 22 | +1  |
| 4    | Santiago Wanderers   | 23 | 19 | 6  | 5 | 8  | 17 | 23 | -6  |
| 5    | Deportes Temuco      | 19 | 19 | 6  | 1 | 12 | 17 | 39 | -22 |

#### Grupo C
| Pos. | Squadra        | Pt | G  | V | N | P | GF | GS | DR |
| ---- | -------------- | -- | -- | - | - | - | -- | -- | -- |
| 1    | Cobresal       | 28 | 19 | 8 | 4 | 7 | 30 | 24 | +6 |
| 2    | Cobreloa       | 23 | 19 | 6 | 5 | 8 | 23 | 21 | +2 |
| 3    | Palestino      | 23 | 19 | 4 | 8 | 7 | 24 | 28 | -4 |
| 4    | Audax Italiano | 18 | 19 | 4 | 6 | 9 | 24 | 32 | -8 |
| 5    | Rangers        | 18 | 19 | 4 | 6 | 9 | 24 | 32 | -8 |

#### Grupo D
| Pos. | Squadra                   | Pt | G  | V  | N | P  | GF | GS | DR   |
| ---- | ------------------------- | -- | -- | -- | - | -- | -- | -- | ---- |
| 1    | Colo-Colo                 | 44 | 19 | 13 | 5 | 1  | 47 | 17 | +30  |
| 2    | Universidad de Concepción | 27 | 19 | 8  | 3 | 8  | 27 | 28 | -1   |
| 3    | Unión Española            | 24 | 19 | 6  | 6 | 7  | 30 | 34 | -4   |
| 4    | Deportes Melipilla        | 20 | 19 | 6  | 2 | 11 | 17 | 23 | -6   |
| 5    | Coquimbo Unido            | 15 | 19 | 3  | 6 | 10 | 18 | 30 | -12% |

## Ripescaggio
| Squadra locale | Squadra ospite      | globale |
| -------------- | ------------------- | ------- |
| Cobreloa       | Deportes Concepción | 5 - 0   |

## Fase a eliminazione diretta (Quarti di Finale)
Hanno giocato tra 25 novembre e 4 dicembre del 2005. Le squadre nella tabella sono indicati in base al fattore campo nella gara di andata. In   squadre 'audaci' qualificato per i quarti di finale. Cobreloa qualificata per quarti di finale in Ripescaggio. Non avevano obiettivi di business.
| Squadra locale                 | Squadra ospite            | Ida   | Indietro | globale       |
| ------------------------------ | ------------------------- | ----- | -------- | ------------- |
| Cobreloa (8º)                  | Universidad Católica (1º) | 1 - 1 | 1 - 2    | 2 - 3         |
| Deportes La Serena (7º)        | Colo-Colo (2º)            | 1 - 1 | 3 - 3    | 4 - 4 4-1 (p) |
| Universidad de Concepción (6º) | Universidad de Chile (3º) | 1 - 2 | 0 - 0    | 1 - 2         |
| Cobresal (5º)                  | Huachipato (4º)           | 2 - 1 | 1 - 1    | 3 - 2         |

## Semifinale
Essi sono stati giocati tra il 8 e 14 dicembre del 2005. Le squadre nella tabella sono indicati in base al fattore campo nella gara di andata. In  'grassetto'  squadre si sono qualificate per la finale.
| Squadra locale          | Squadra ospite            | Ida   | Indietro | globale |
| ----------------------- | ------------------------- | ----- | -------- | ------- |
| Deportes La Serena (7º) | Universidad Católica (1º) | 3 - 3 | 0 - 1    | 3 - 4   |
| Cobresal (5º)           | Universidad de Chile (3º) | 2 - 1 | 2 - 4    | 4 - 5   |

## Finale
| Squadra locale            | Squadra ospite            | Ida   | Indietro | globale       |
| ------------------------- | ------------------------- | ----- | -------- | ------------- |
| Universidad de Chile (3º) | Universidad Católica (1º) | 0 - 1 | 2 - 1    | 2 - 2 4-5 (p) |

### Classifica marcatori
Fonte: 
| Gol |  |  | Giocatore              | Squadra              |
| --- |  |  | ---------------------- | -------------------- |
| 13  |  |  | César Díaz             | Cobresal             |
| 13  |  |  | Gonzalo Fierro         | Colo-Colo            |
| 13  |  |  | Cristian Montecinos    | Dep. Concepción      |
| 11  |  |  | Humberto Suazo         | Audax Italiano       |
| 11  |  |  | Felipe Flores          | Dep. La Serena       |
| 11  |  |  | Francis Ferrero        | Dep. Puerto Montt    |
| 10  |  |  | Manuel Neira           | Unión Española       |
| 10  |  |  | Luis Ignacio Quinteros | Universidad Católica |
| 9   |  |  | Jorge Valdivia         | Colo-Colo            |
| 9   |  |  | Renato Ramos           | Everton              |
| 9   |  |  | Héctor Mancilla        | Huachipato           |
| 9   |  |  | Jorge Quinteros        | Universidad Católica |
| 8   |  |  | Cristián Canío         | Universidad de Chile |
| 7   |  |  | José Luis Díaz         | Cobreloa             |
| 7   |  |  | Héctor Tapia           | Colo-Colo            |
| 7   |  |  | Matías Fernández       | Colo-Colo            |
| 7   |  |  | Silvio Fernández       | Rangers de Talca     |
| 7   |  |  | Juan Manuel Olivera    | Universidad de Chile |
| 7   |  |  | Rodrigo Pérez          | Cobreloa             |
| 6   |  |  | Renzo Yáñez            | Cobresal             |
| 6   |  |  | Alex Comas             | Dep. La Serena       |
| 6   |  |  | Lucas Barrios          | Deportes Temuco      |
| 6   |  |  | Héctor Suazo           | Palestino            |
| 6   |  |  | Juan Pablo Úbeda       | Unión Española       |
| 6   |  |  | Hugo Droguett          | Universidad de Chile |
| 5   |  |  | Marcelo Corrales       | Coquimbo Unido       |
| 5   |  |  | Raúl Palacios          | Dep. La Serena       |
| 5   |  |  | Diego Ruiz             | Huachipato           |
| 5   |  |  | Rodrigo Toloza         | Palestino            |
| 5   |  |  | Darío Conca            | Universidad Católica |
| 5   |  |  | Diego Rivarola         | Universidad de Chile |
| 5   |  |  | Marcelo Salas          | Universidad de Chile |

## Liguilla de Promoción
Gioca tra Deportes Melipilla e Deportes Puerto Montt, di Primera División e O'Higgins e Provincial Osorno, per Primera B, in partite di andata e ritorno, tra 26 novembre e 3 dicembre di 2005.
| Equipo local      | Equipo visitante      | Ida   | Vuelta | Global        |
| ----------------- | --------------------- | ----- | ------ | ------------- |
| O'Higgins         | Deportes Melipilla    | 1 - 0 | 3 - 3  | 4 - 3         |
| Provincial Osorno | Deportes Puerto Montt | 0 - 1 | 2 - 1  | 2 - 2 (3-5 p) |

O'Higgins è salito al Primera División y Deportes Melipilla è sceso al Primera B, per la stagione 2006. Mentre i Deportes Puerto Montt e Provincial Osorno, hanno mantenuto la loro divisione casalinga, per la stessa stagione.

### Verdetti
- Qualificate alla Coppa Libertadores 2006:

 Unión Española - Campione Torneo Apertura
 Universidad Católica - Campione Torneo Clausura
 Colo-Colo
- Retrocesse in Primera B:

 Dep. Melipilla (Liguilla de Promoción)
 Unión San Felipe
 Deportes Temuco
- Promozione in Primera División:

 Santiago Morning
 Dep. Antofagasta
 O'Higgins (Liguilla de Promoción)